# Vysoké Veselí
Vysoké Veselí (en allemand : Hochwesseln) est une ville du district de Jičín, dans la région de Hradec Králové, en Tchéquie. Sa population s'élevait à 853 habitants en 2022.

## Géographie
Vysoké Veselí est arrosée par la Cidlina et se trouve à 13 km au sud-est de Jičín, à 31 km à l'ouest-nord-ouest de Hradec Králové à 77 km à l'est-nord-est de Prague.
La commune est limitée par Žeretice et Vrbice au nord, par Nevratice et Staré Smrkovice à l'est, par Smidary et Sběř au sud et par Volanice à l'ouest.

## Histoire
La première mention écrite de la localité date de 1323. La commune a le statut de ville depuis le 22 juin 2007.

## Galerie

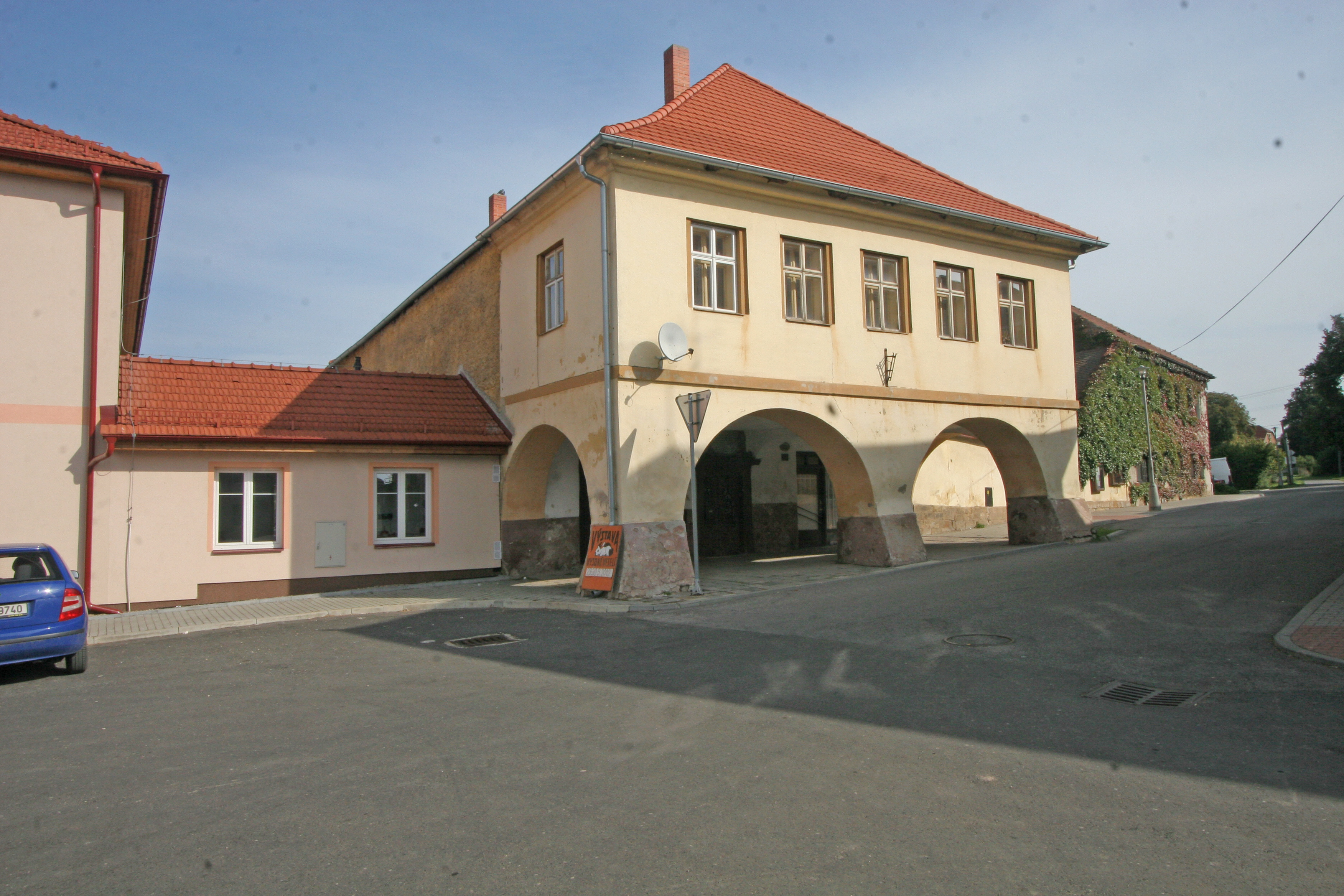
Place Venceslas.
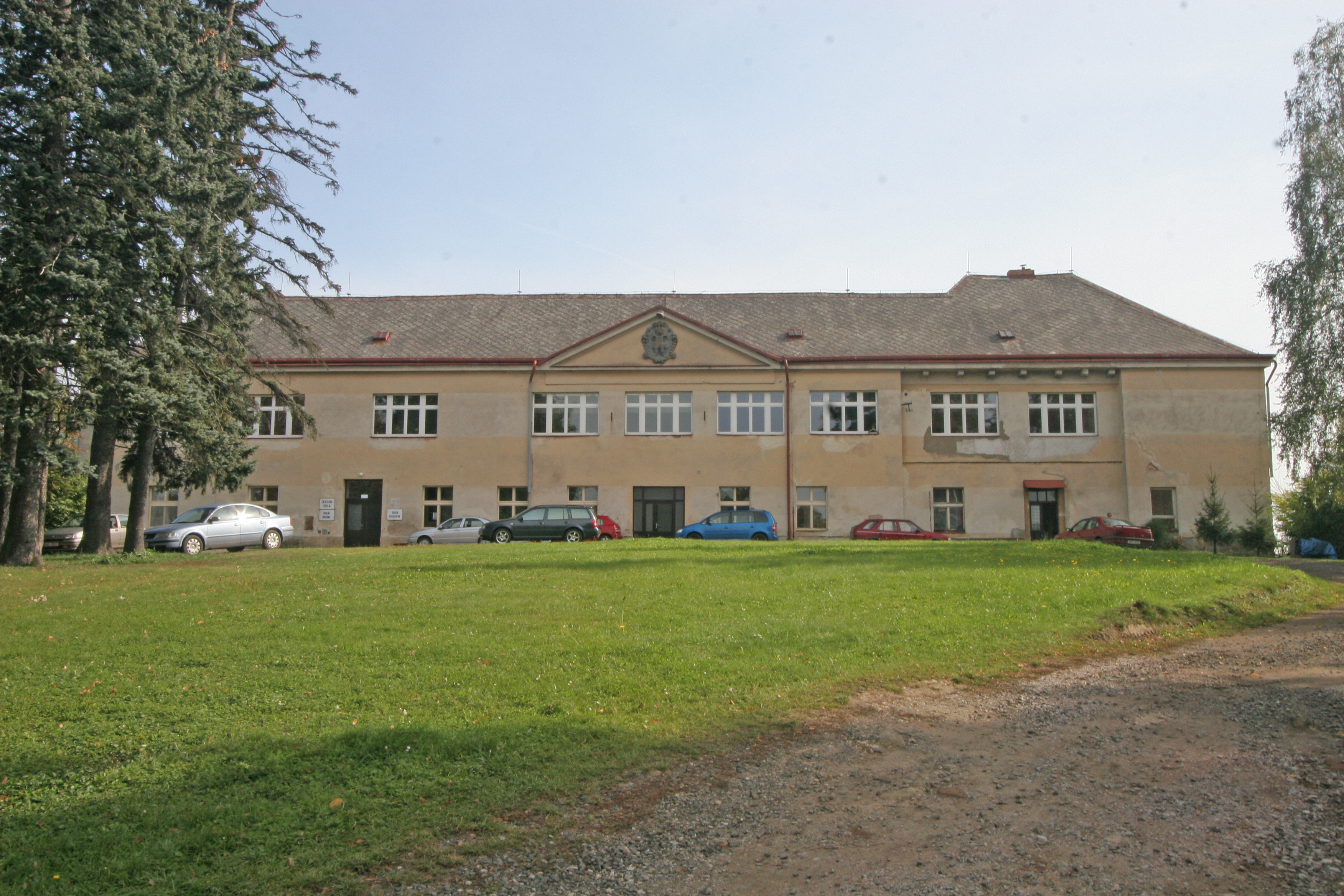
Château de Vysoké Veselí.

## Transports
Par la route, Vysoké Veselí se trouve à 16 km de Jičín, à 40 km de Hradec Králové et à 101 km de Prague.